# Паломництво Шікоку

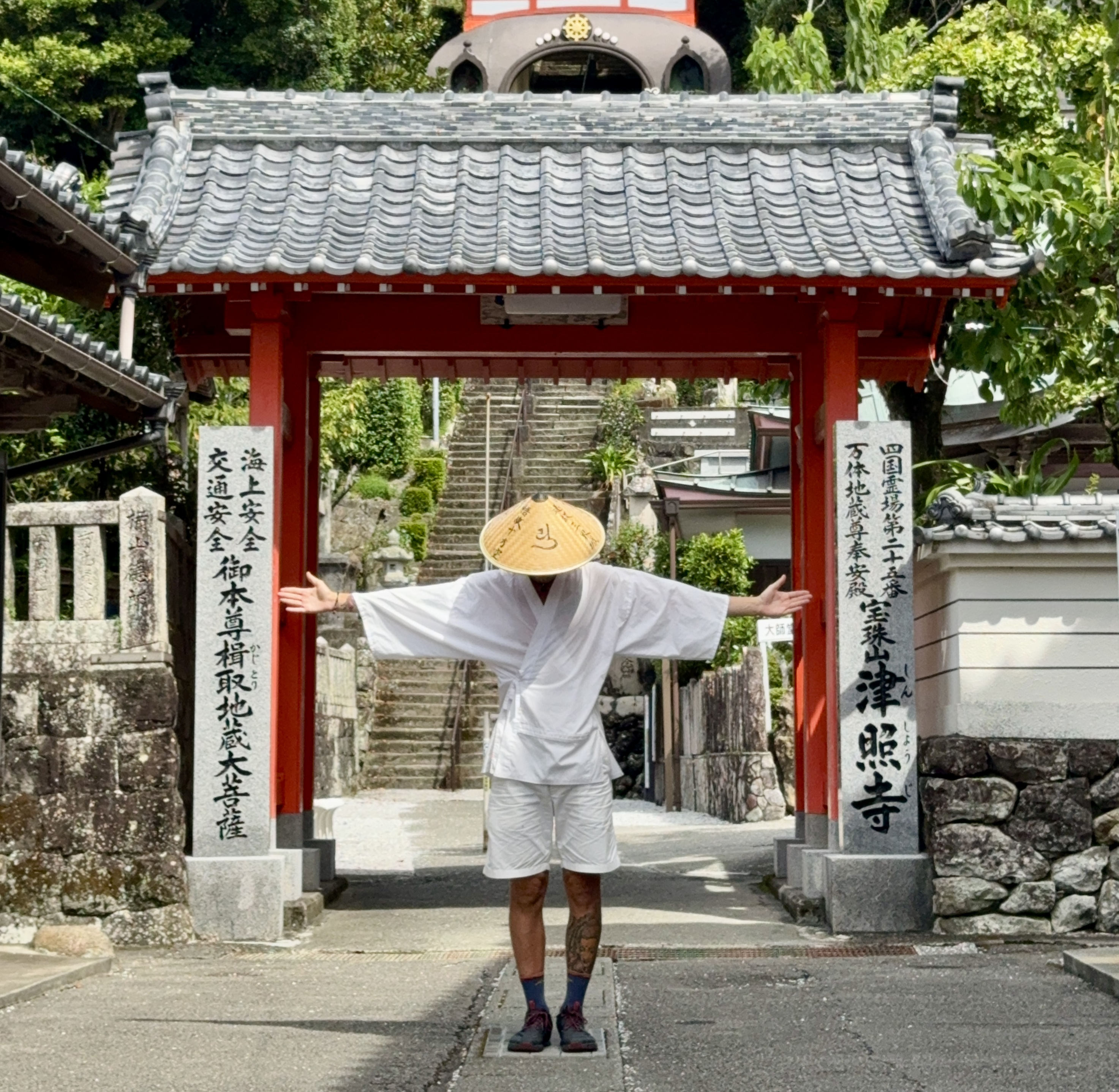
Паломник перед входом в один з храмів

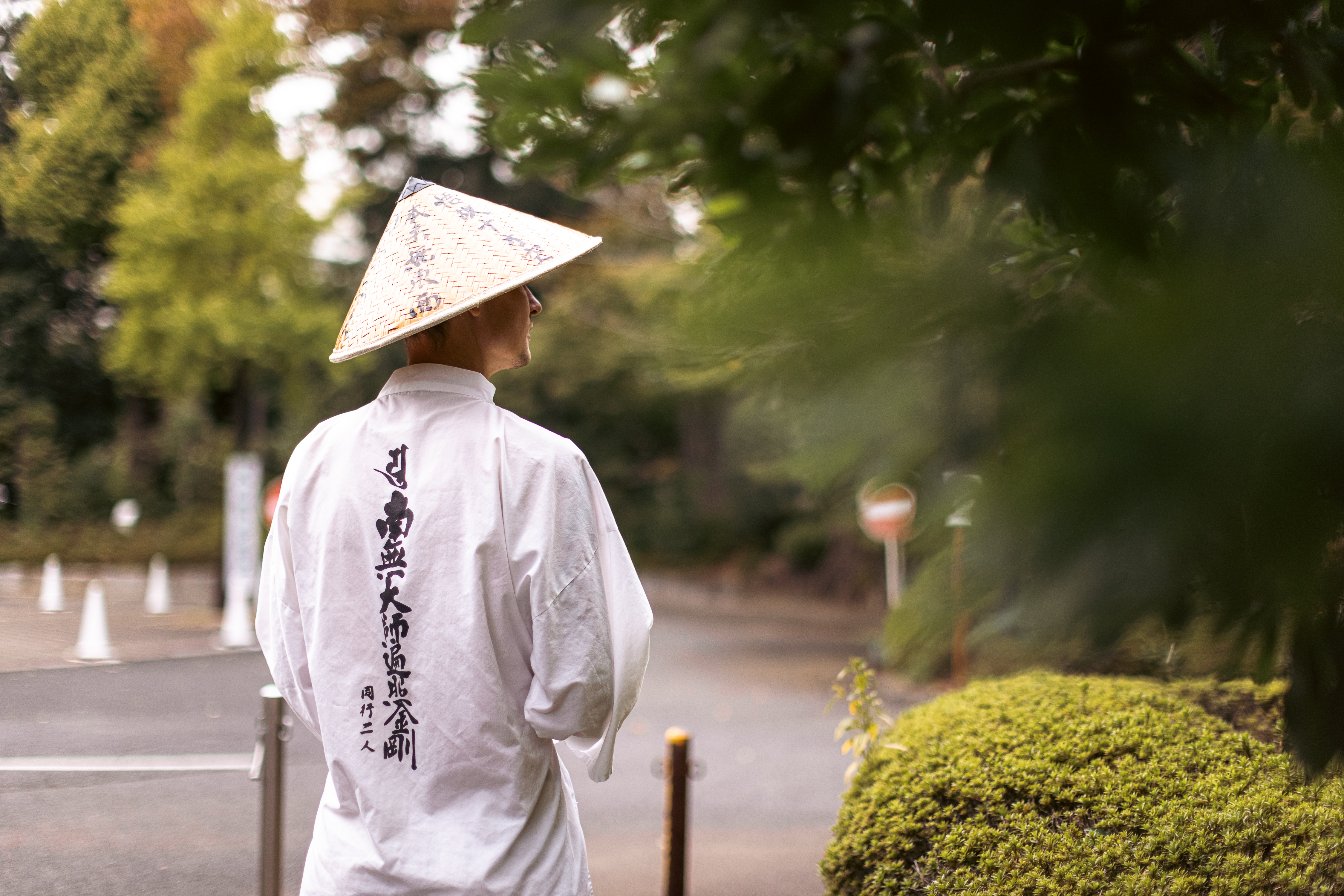
Арукі-хенро або пішохідний паломник, який вирізняється характерним капелюхом із осоки, білою сорочкою та конґо-зуе. Маршрут henro-michi проходить через сільську місцевість і ряд міст.

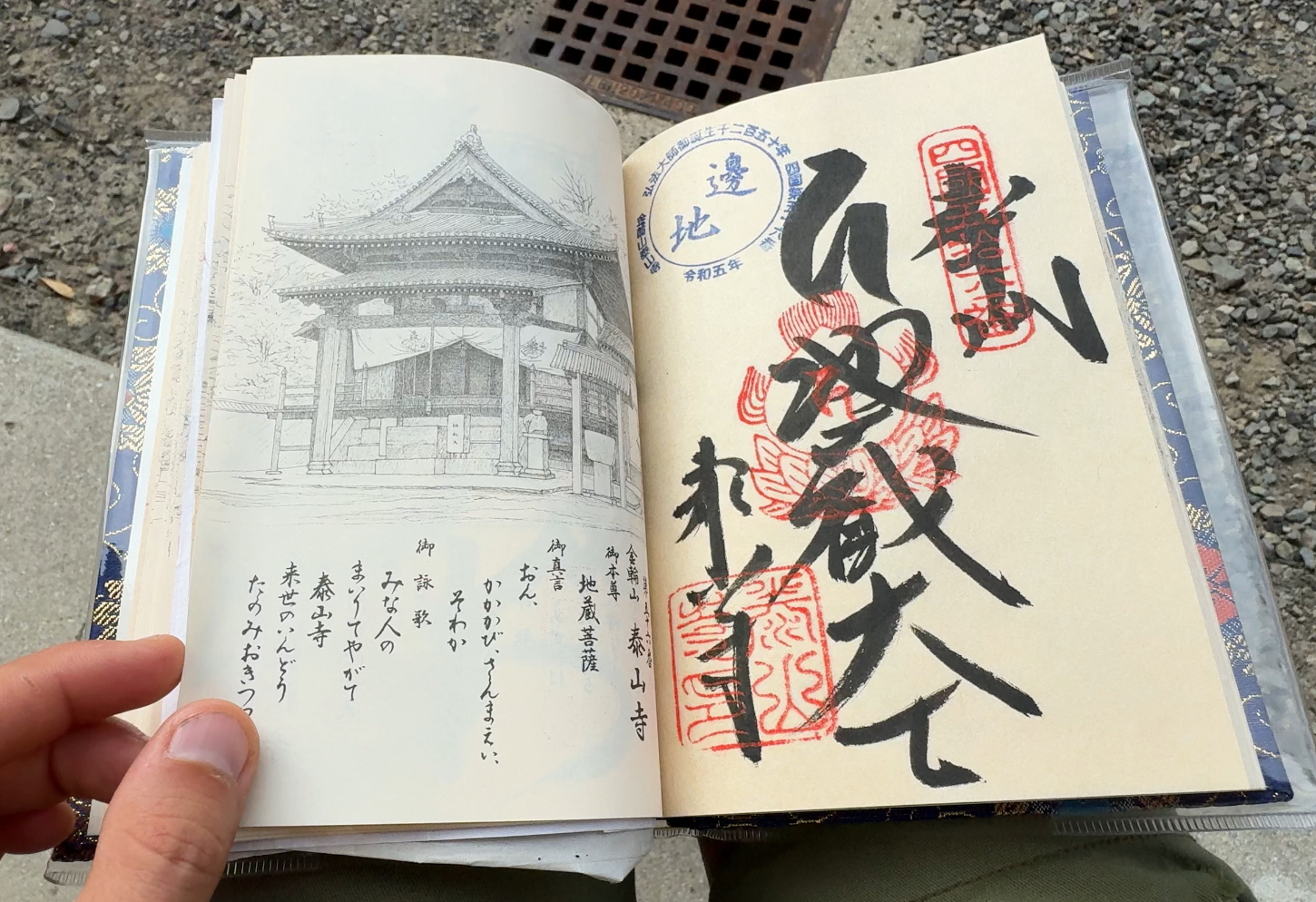
В кожному з 88 храмів паломники можуть отримати спеціальні печатки і вручну зроблений надпис.

Паломництво Шікоку (яп. 四国遍路, Shikoku Henro) або Шікоку Дзюнрей (яп. 四国巡礼) — традиційний маршрут паломництва до 88 буддистських храмів, пов’язаний із життям і вченням ченця Кукая (Кобо Дайші) на острові Шікоку, Японія. Цей шлях є однією з найвідоміших культурних особливостей ландшафту острова та має тривалу історію. Паломники, відомі як хенро (яп. 遍路), здійснюють подорож з різноманітними цілями, включно з аскетичними практиками, благочестивими намірами та туристичними інтересами.
Традиційно маршрут довжиною приблизно 1 200 кілометрів долають пішки. Він займає від 30 до 60 днів, залежно від темпу мандрівника. Однак, з огляду на сучасні можливості, паломники дедалі частіше використовують автомобілі, таксі, автобуси, велосипеди чи мотоцикли, іноді комбінуючи їх з громадським транспортом.
Маршрут Шікоку, окрім релігійного значення, також є туристично привабливим через численні природні та культурні пам’ятки, включно з мальовничими горами, береговими лініями та історичними храмами. Вважається, що цей шлях допомагає досягти духовного очищення та самовдосконалення, що робить його привабливим для людей різного віку й національностей.
На додаток до 88 «офіційних» храмів, що входять до маршруту паломництва, існує також 20 храмів беккаку (яп. 別格), офіційно пов’язаних із паломництвом Шікоку, та кілька сотень храмів банґай (яп. 番外), що буквально означає «поза числами». Храми банґай не входять до офіційного списку з 88 святинь, але часто відвідуються паломниками як додаткові місця поклоніння.
Для завершення паломництва відвідування храмів у строгому порядку не є обов’язковим. Багато паломників проходять маршрут у зворотному напрямку, і ця практика відома як ґяку-уті (яп. 逆うち), що вважається не менш значущим з духовної точки зору.
Хенро (яп. 遍路) — це японське слово, що означає «паломник». Місцеві жителі на маршруті звертаються до паломників як о-хенро-сан (яп. お遍路さん). Паломників легко впізнати за білим одягом, солом’яними капелюхами та палицею конґо-дзуе. Мешканці Шікоку часто дарують паломникам милостиню, відому як осеттай (яп. お接待), у вигляді їжі, напоїв або інших подарунків як символ підтримки та поваги.
Перед відвіданням 88-го храму піші та велосипедні паломники можуть отримати сертифікат «Амбасадор паломництва через 88 храмів Шікоку» у  Maeyama Ohenro Koryu. У 88-му храмі також можна придбати свідоцтво про завершення паломництва під назвою кечі-ґан-шо (яп. 結願証), що означає «виконання бажань». Багато паломників починають і завершують свою подорож, відвідуючи гору Коя в префектурі Вакаяма, де свого часу жив Кукай. Гора Коя є центром буддизму сінґон. Хоча 21-кілометрова пішохідна стежка до Коя-сан збереглася, більшість паломників дістаються туди потягом.

## Історія

### Передумови
Паломництва відігравали важливу роль у японській релігійній практиці щонайменше з періоду Хейан. Зазвичай вони зосереджені на священних горах, певних божествах або харизматичних особистостях і, як правило, спрямовані до буддистських місць. Однак святині Кумано та Ісе є помітними винятками, оскільки мають особливе значення в синтоїстській традиції.

### Кобо Дайші
Кукай, народжений у Дзенцу-дзі (храм 75) у 774 році, здобував освіту в Китаї, а після повернення значно вплинув на розвиток езотеричного буддизму в Японії. Він заснував центр буддизму сінґон на Коя-сан, активно займався письменництвом і брав участь у громадських проєктах. Під час відвідин острова свого народження, за переказами, він заснував або відвідав багато місцевих храмів і створив численні скульптурні зображення. Після смерті Кукай отримав почесне ім’я Кобо Дайші.

### Розвиток
Легенди та культ Кобо Дайші, зокрема історія про Емона Сабуро, підтримувалися та розвивалися монахами з Коя-сан, які подорожували, щоб викладати буддизм сінґон, і діяли разом з іншими хідзірі (мандруючими ченцями) на Шікоку[1]. У період Едо політика точі кінбаку (яп. 土地緊縛) обмежувала та регулювала пересування звичайних громадян. Паломники повинні були отримати дозвіл на подорож, дотримуватися основних маршрутів і проходити через визначені місцевості у встановлені строки. Книга храмових штампів або нокьо-чо служила підтвердженням пройденого маршруту

## Практика

### Етапи
Слово “Шікоку” буквально означає «чотири провінції» — Ава, Тоса, Ійо і Санукі, які були реорганізовані в період Мейдзі у префектури Токусіма, Коті, Ехіме і Кагава. Подорож паломника через ці чотири провінції символізує шлях до просвітлення. Храми з 1-го по 23-й представляють етап пробудження (яп. 発心, хосшин), храми з 24-го по 39-й — аскезу та дисципліну (яп. 修行, шугьо), храми з 40-го по 65-й — досягнення просвітлення (яп. 菩提, бодай), а храми з 66-го по 88-й — входження в нірвану (яп. 涅槃, нехан).

### Спорядження для паломництва
Традиційний одяг паломника включає білу сорочку (оідзуру, яп. 白衣), конічний азійський капелюх (суґе-каса, яп. すげ笠) та палицю (конґо-дзуе, яп. 金剛杖). Додатково можуть використовуватися церемоніальний шарф (ваґеса, яп. 輪袈裟) і сумка (зуда-букуро, яп. 頭陀袋), яка містить важливі речі паломника. Серед них — листки з іменем (осаме-фуда, яп. 納札), чотки для молитов (дзудзу, яп. 数珠), відомі також як ненджу (яп. 念珠), зошит (нокьо-чо, яп. 納経帳) для збирання печаток (шуін, яп. 朱印), пахощі (сенко, яп. 線香) та монети для пожертв (о-сайсен, яп. お賽銭). Більш релігійно налаштовані паломники також можуть мати книгу сутр (кьобон, яп. 経本) і збірник піснеспівів (ґо-еіка, яп. ご詠歌) з дзвіночком.

### Обряди
Прибувши до кожного храму, хенро спершу виконує ритуал очищення. Для цього паломник підходить до спеціальної водойми з ковшами, відомої як темуйдзя (手水舎), де обмиває руки й полощить рот. Спочатку лівою рукою з ковша поливають праву, потім правою — ліву, після чого набирають трохи води для полоскання рота, символічно очищаючи тіло та дух перед відвідуванням храму.
Після очищення хенро прямує до головного залу (Хондо), де підносить монети, пахощі та осаме-фуда. Паломник виголошує Сутру серця (яп. 般若心経, Хання Шінґьо), а також мантру, присвячену головному образу храму (хондзон, яп. 本尊), і Мантру Світла (яп. 光明真言, Ко-мьо Шінґон). Після читання молитов (кіґан) та посвячення в заслуги (еко), хенро прямує до святилища, присвяченого Кобо Дайші (Дайшідо, яп. 大師堂). Тут паломник знову підносить монети та фуда й повторює Сутру серця разом із мантрою Ґохоґо – наму-Дайші-хенджо-конґо (формула поклоніння Кобо Дайші)

## Українці та паломництво
До 2024 року інформація про українців, які б пройшли пішки весь шлях паломницької подорожі острова Шикоку в Японії, була невідома. Проте з 10 вересня по 25 жовтня 2024 року Олександр Королюк, письменник і мандрівник, здійснив цю духовну подорож, пройшовши 1200 кілометрів і відвідавши всі 88 храмів, які входять до знаменитого паломницького маршруту. Його досвід став першим відомим випадком повного пішого подолання цього шляху українцем, відкриваючи нову сторінку в історії української участі в глобальних паломницьких маршрутах.

## Заявка на Всесвітню спадщину ЮНЕСКО
З 2010 року уряди префектур Шікоку, неурядові організації та місцеві лідери працюють над отриманням статусу об’єкта Всесвітньої спадщини ЮНЕСКО для Паломництва Шікоку. Наразі Агентство з питань культури Японії визнало його «тимчасовим кандидатом» — культурним надбанням, яке ще не включено до Попереднього списку всесвітньої спадщини Японії, але рекомендовано для подальшої підготовки.

## Імітаційні версії
На підтвердження популярності паломництва Шікоку, з вісімнадцятого століття було створено кілька менших імітаційних версій. Серед них — 150-кілометровий маршрут на острові Шодо на північний схід від Такамацу; 3-кілометровий маршрут на території Нінна-дзі в Кіото; маршрут на півострові Чіта поблизу Нагої та інші в префектурах Едо та Тіба. За межами Японії одна з версій знаходиться на Гаваях, на острові Кауаї.

## Подальше читання
- Dempster, Lisa (2009). Neon Pilgrim'. Footscray West, Vic.: Aduki Independent Press. ISBN 978-0-9803351-7-0.
- Lewis-Kraus, Gideon (2012). A Sense of Direction. New York: Riverhead Books. ISBN 978-1-59448-725-5.
- McLachlan, Craig (1997). Tales of a Summer Henro. Tokyo: Yohan Publications. ISBN 4-89684-257-X.
- Okamoto, Ryosuke (2019). Pilgrimages in the Secular Age: From El Camino to Anime. Tokyo: Japan Publishing Industry Foundation for Culture.
- Reader, Ian (2005). Making Pilgrimages: Meaning and Practice in Shikoku. Honolulu: University of Hawaii Press. ISBN 0-8248-2876-3.
- Sibley, Robert C. (2013). The Way of the 88 Temples: Journeys on the Shikoku Pilgrimage. Charlelottesville: University of Virginia Press. ISBN 978-0-8139-3472-3.
- Statler, Oliver (1983). Japanese Pilgrimage. New York: Morrow. ISBN 0-688-01890-4.
- Shennen, Wayne (2016). 88 and Forty: Walking Japan's Famous Shikoku Pilgrimage. Newblack Alchemy. ISBN 978-0-4733-7379-5.